# مير (طالقان)
مير هي قرية في مقاطعة طالقان، إيران. يقدر عدد سكانها بـ 135 نسمة بحسب إحصاء 2016.